# ゲロントプラスト
ゲロントプラスト(Gerontoplast)は、老化した後のかつて緑色だった葉で見られる色素体である。ゲロントプラストは、葉緑体が成長、老化の過程で再利用されたものである。

## ゲロントプラストへの変化
ゲロントプラストという用語は、葉の老化に伴って形成される独特な性質を持つ色素体を定義する用語として、1977年にSitteが初めて提唱した。老化の過程により、細胞小器官の秩序立った解体が起こる。葉緑体は、老化による一連の分解の最初の兆候を示すものであり、かつ他の全ての細胞小器官が完全に分解された後も最後まで残っているものでもある。葉緑体からゲロントプラストへの変化の際には、チラコイドの構造が大きく変化し、同時に脂質の油滴が多数形成される。しかし、色素体の外膜はそのまま残る。